# Carnet de la Patrie

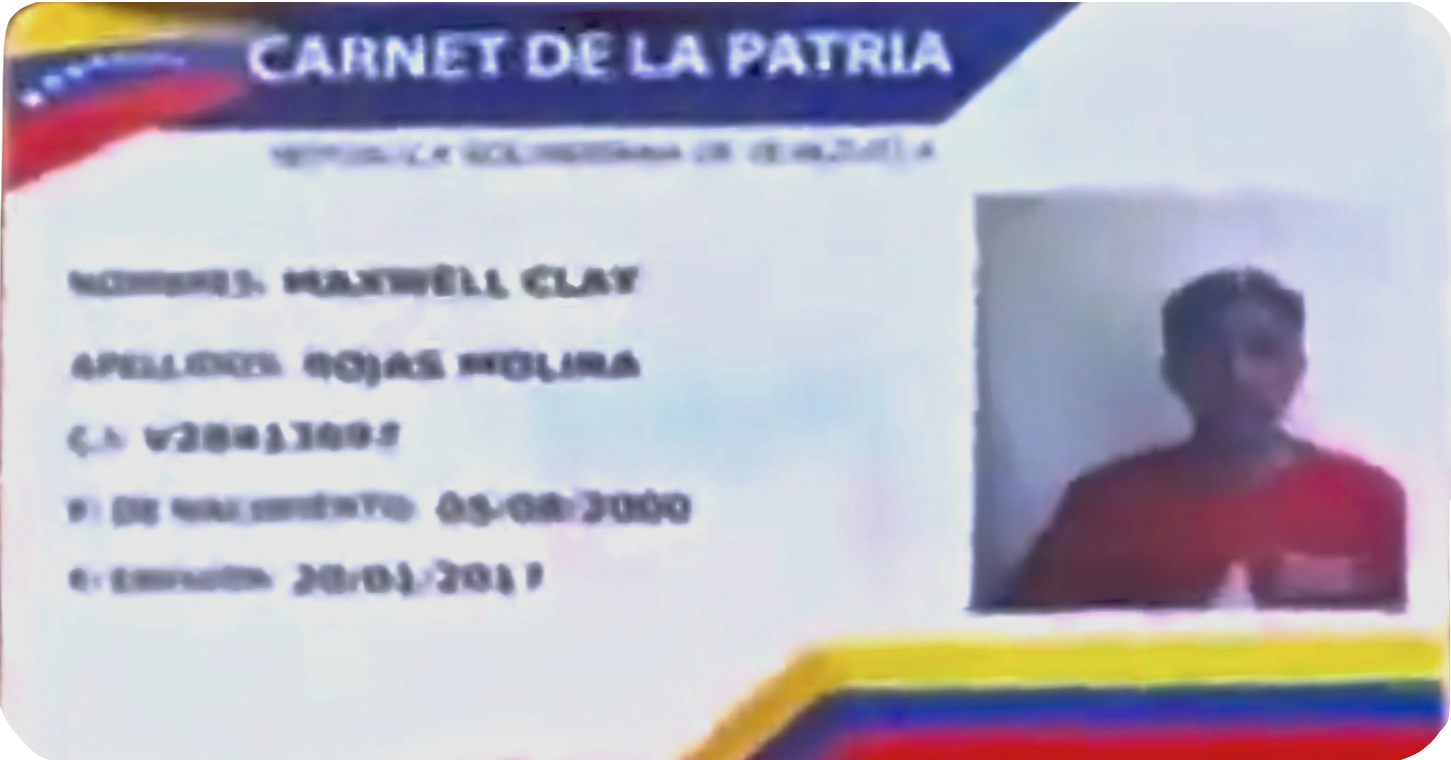
Un carnet de la Patrie

Le carnet de la Patrie a été mis en place au Venezuela par le président Nicolás Maduro le 20 janvier 2017. 
Détenir un carnet de la Patrie permet d’être destinataire d’aides sociales et notamment de recevoir une fois par mois un colis alimentaire à prix préférentiel. Son utilisation lors des élections suscite la polémique.

## Présentation
Le carnet de la Patrie est dans un format de carte de crédit. Il est muni d’un code QR et présente d’abord des données de base : nom, prénom, numéro de carte d'identité, lieu de résidence.  Mais il recueille aussi des informations plus personnelles. Ainsi il y est précisé l’adhésion à un parti politique ou à des mouvements sociaux. De même il est renseigné si l’individu bénéficie des programmes sociaux mis en place par Hugo Chavez. Pour Nicolás Maduro il s’agit de « combattre la corruption et réorganiser les missions » alors que l’opposition au pouvoir chaviste y voit un nouveau moyen de contrôler le citoyen,.

## Utilisations
Le carnet de la Patrie permet de bénéficier des programmes sociaux octroyés par les autorités.  Il doit en principe être donné à tous les Vénézuéliens dans le besoin, mais ce document est principalement diffusé dans les quartiers populaires où se situe en principe l’electorat favorable au pouvoir chaviste. Les détenteurs du carnet reçoivent un colis mensuel de produits alimentaires à bas prix.
Posséder ce carnet de la Patrie permet ainsi de recevoir :
- Les produits rationnés comme « le riz, les pâtes, l'huile, le thon en conserve, les lentilles, les haricots, le sucre, le lait, le café et la farine de maïs, directement à des distributeurs publics ». Ces produits sont distribués par le CLAP : Comités locaux d'approvisionnement et de production ;
- Les médicaments provenant des hôpitaux publics ;
- Les pensions pour les retraités ;
- Des logements subventionnés par le pouvoir ;
- Des emplois dans le secteur public[5] ;
- L'essence subventionnée depuis la fin de la quasi-gratuité en 2018[6]. Ainsi le carnet permet de mettre en place deux niveaux de prix[7].

C’est le mouvement Somos Venezuela qui gère les aides : « Somos Venezuela prend le relais, va de maison en maison, et gère l’aide du président à son peuple ».

### Élections municipales de 2017
Lors des élections municipales vénézuéliennes de 2017, des stands installés à proximité des bureaux de vote enregistrent les carnets de la Patrie des électeurs.

### Élection présidentielle de 2018

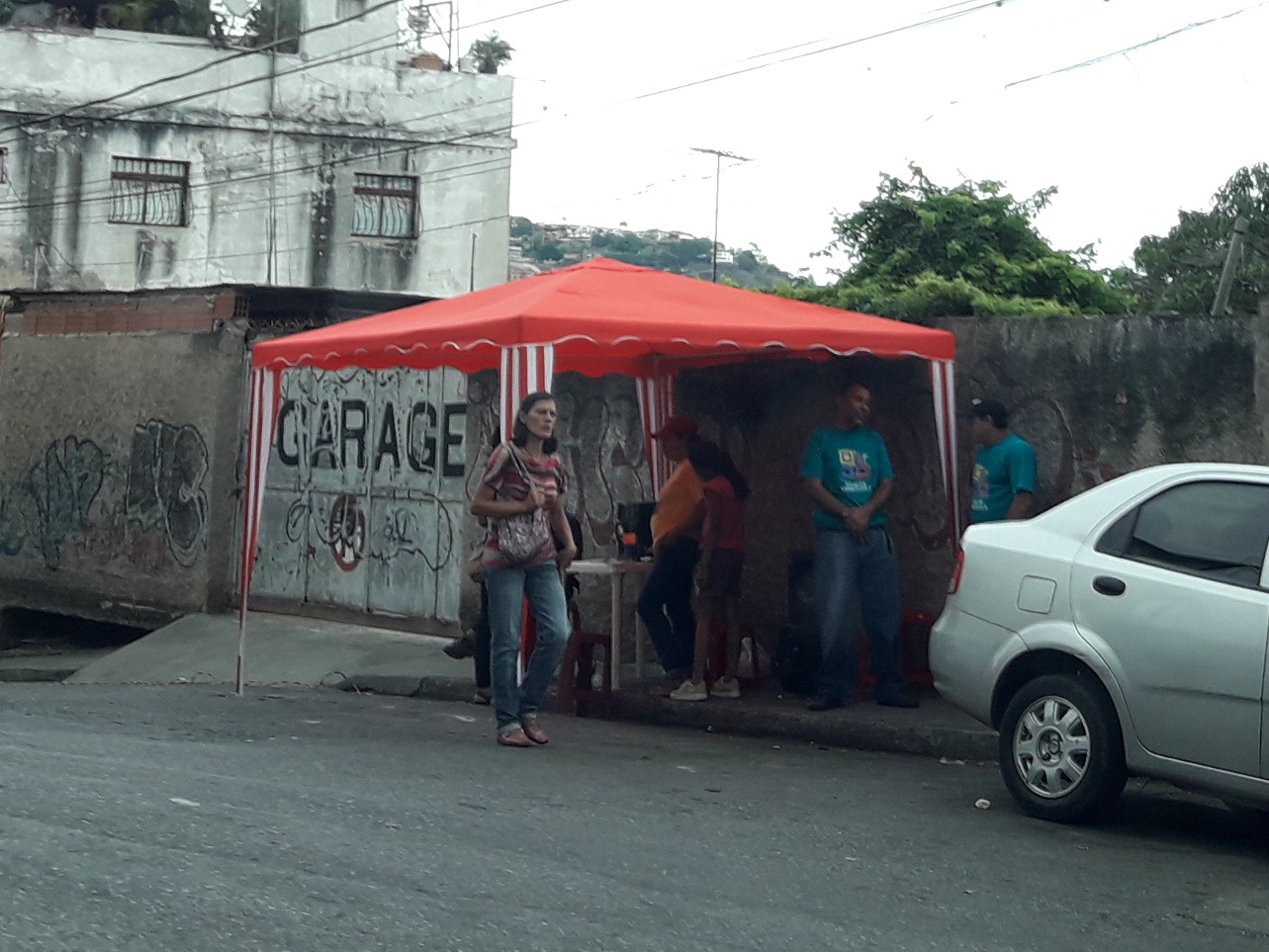
Un point rouge à la sortie d’un bureau de vote

Dans le cadre de la campagne de  l’élection présidentielle vénézuélienne de 2018, Nicolás Maduro indique : « Les détenteurs du carnet de la patrie qui voteront recevront un bon d’achat de 1,5 million de bolivars ». Pour le président vénézuélien : « Les possesseurs du carnet se doivent d’aller voter, c’est donnant-donnant ». Pour Tibisay Lucena, présidente du Conseil national électoral,  il est impossible que des électeurs aient pu être payés lors des élections.
Le jour des élections, les électeurs titulaires d’un carnet de la Patrie présentent celui-ci sous des tentes baptisées  points rouges et attendent une aide en retour de leurs votes. Selon les équipes de campagne d’Henri Falcón, il y a eu 13 000 points rouges devant les bureaux de vote.
Pour Laurence Debray : « Il y a un chantage : les gens vont voter pour avoir de quoi manger ». Le carnet de la Patrie est tamponné à la sortie du bureau de vote puis il est distribué une caisse de nourriture avec des aliments impossibles à trouver normalement.

### Crise du SARS-CoV-2 de 2020
Alors que la crise mondiale due au coronavirus SARS-CoV-2 arrive au Venezuela, les carnets de la patrie se voient bonifiés exceptionnellement, 

## À voir